# Антоніо Канчіан
Антоніо Канчіан (італ. Antonio Cancian; нар. 2 липня 1951, Марено-ді-П'яве, Венето) — італійський підприємець і політик.

## Життєпис
Канчіан вивчав машинобудування в Університеті Падуї. Він заснував і став президентом компанії Poolinvest, що працює у галузі дизайну. У 1973 році він став членом міської ради Марено-ді-П'яве, а у 1987–1993 роках обіймав посаду мера міста. У період з 1992 по 1994 від Християнсько-демократичної партії він був членом Палати депутатів.
У 2009 році він був обраний до Європейського парламенту від партії «Народ свободи». У 2013 році він приєднався до Нового правого центру.